# Bootleg

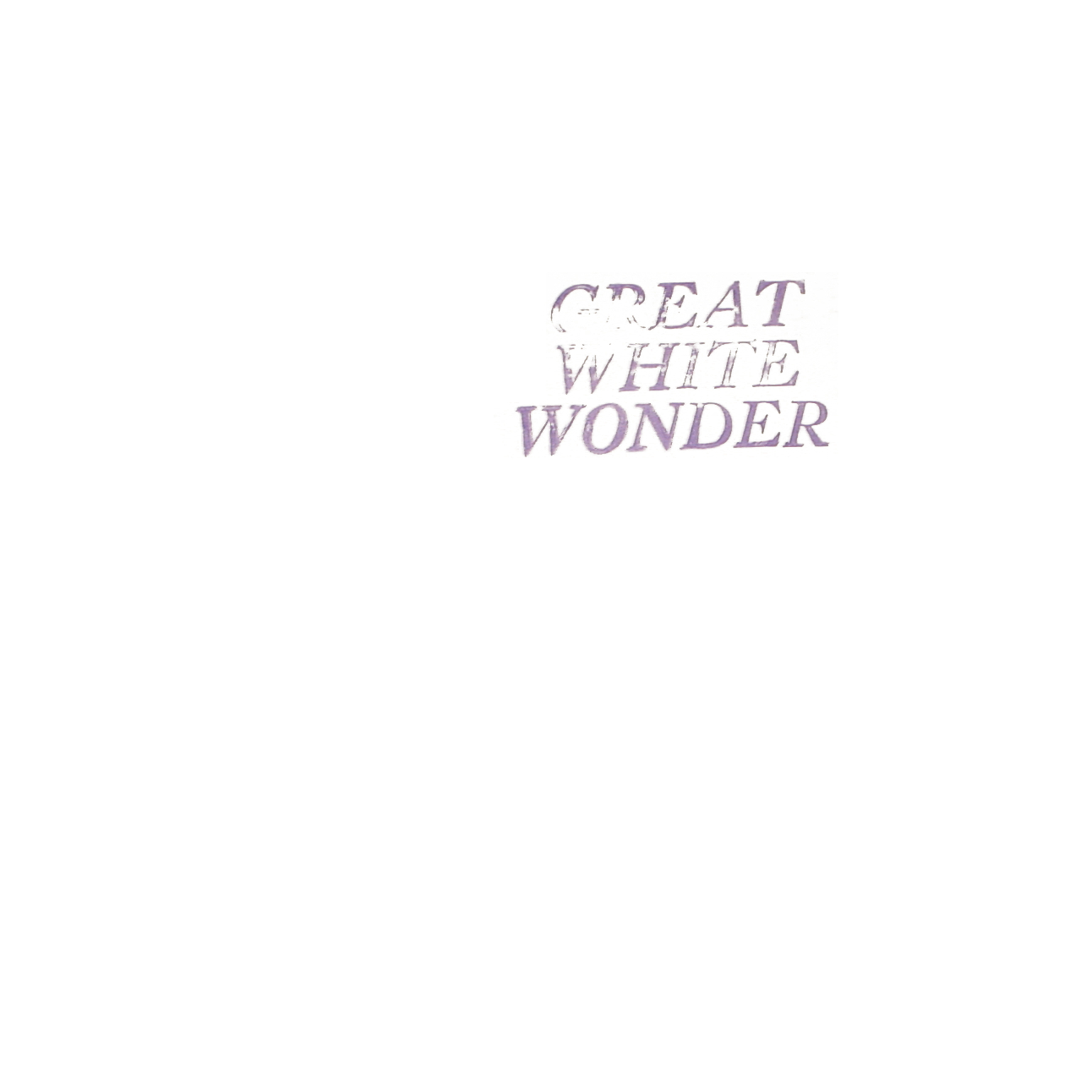
O primeiro bootleg de rock a se tornar popular, Great White Wonder de Bob Dylan lançado em julho de 1969

Um bootleg é uma gravação de áudio ou vídeo de um espetáculo lançada de forma não oficial por um terceiro sem o conhecimento dos titulares dos direitos. Produzir e distribuir estas gravações é conhecido como bootlegging. As gravações podem ser copiadas entre os fãs sem troca financeira ou vendidas para obtenção de ganhos financeiros, por vezes com engenharia de som e embalagem de qualidade profissional. Bootlegs geralmente consistem em gravações de estúdio inéditas, apresentações ao vivo ou entrevistas.
A prática de liberar performances não autorizadas havia sido estabelecida antes do século 20, mas alcançou nova popularidade com Great White Wonder de Bob Dylan, uma compilação de gravações de estúdio e demos lançadas em 1969 fabricadas em prensagens de baixa prioridade. No ano seguinte, Live'r Than You'll Ever Be dos Rolling Stones, uma gravação do público de um show do final de 1969, recebeu uma crítica positiva na Rolling Stone. Os bootlegs subsequentes tornaram-se mais sofisticados na embalagem, particularmente o selo Trademark of Quality com a arte da capa de William Stout. Os bootlegs de discos compactos apareceram pela primeira vez na década de 1980 e a distribuição pela Internet tornou-se cada vez mais popular na década de 1990.[carece de fontes?] As tecnologias em mudança afetaram a gravação, distribuição e lucratividade da indústria de bootlegs.
Os direitos autorais da música e o direito de autorizar gravações geralmente pertencem ao artista e seguem vários tratados internacionais de direitos autorais. A gravação, comercialização e venda de bootlegs continua ocorrendo, mesmo quando artistas e gravadoras lançam alternativas oficiais.

## Definições
A palavra bootleg se origina da prática de contrabando de itens ilícitos escondidos nas pernas de botas de cano alto, em especial o contrabando de álcool durante a era da Lei Seca nos EUA. A palavra, com o tempo, passou a se referir a qualquer produto ilegal ou ilícito. O termo é utilizado para designar gravações ilegais, incluindo LPs, CDs ou qualquer outro suporte de mídia ou material vendido comercialmente. O termo alternativo ROIO (um acrônimo que significa "Gravação de Origem Indeterminada/Independente) ou VOIO (Vídeo...) surgiu entre os colecionadores do Pink Floyd para indicar que a fonte da gravação e a situação dos direitos autorais eram difíceis de determinar.
Os primeiros bootlegs de rock vinham em capas lisas com os títulos carimbados. Pouco depois começaram a surgir em embalagens mais sofisticadas, de modo a sobressaírem em relação à concorrência. Com o advento do cassete e do CD-R, no entanto, alguns bootlegs passaram a ser comercializados de forma privada, sem nenhuma tentativa de serem fabricados profissionalmente. Isso fica ainda mais evidente com a capacidade de compartilhar bootlegs pela Internet.
Algumas gravadoras consideram que qualquer disco emitido fora de seu controle e pelo qual não recebem pagamento, é uma falsificação, o que inclui bootlegs. No entanto, alguns contrabandistas fazem questão de enfatizar que os mercados para gravações piratas e falsificadas são diferentes e um consumidor típico de um bootleg terá comprado a maioria ou todos os lançamentos oficiais desse artista de qualquer maneira.

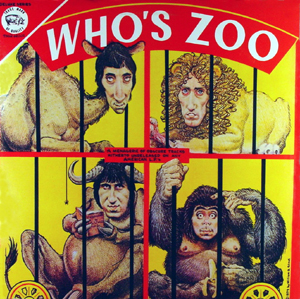
Who's Zoo compilou os primeiros singles e B-sides do Who, que não haviam sido lançados comercialmente nos Estados Unidos.

O tipo mais comum é o bootleg ao vivo, geralmente uma gravação de um espetáculo feita com equipamento de gravação introduzido às escondidas no local. O aumento da disponibilidade de tecnologia portátil tornou esta prática mais fácil e a qualidade geral dessas gravações melhorou à medida que o equipamento se tornou mais sofisticado. Uma série de bootlegs originou-se com transmissões de rádio FM de apresentações ao vivo ou gravadas anteriormente. Outros bootlegs podem ser gravações tiradas diretamente de uma mesa de som usada para alimentar o sistema de som em uma apresentação ao vivo. Os artistas gravam seus próprios shows para revisão privada, porém podem ter uma cópia ilegal extraviada ou furtada, que acaba sendo compartilhada. (Um bootleg de Bruce Springsteen foi distribuído depois que o engenheiro de som da banda deixou uma fita em seu carro enquanto estava sendo consertado. Um contrabandista copiou a fita durante o trabalho e a devolveu sem levantar suspeitas) Como uma gravação de mesa de som destina-se apenas ao PA (Public Address) principal de um show (deixando de lado amplificadores de guitarra e baixo), um bootleg pode ter uma mistura inadequada de instrumentos, a menos que o show seja tão grande que tudo precise ser amplificado e enviado para a mesa.
Alguns bootlegs consistem em gravações de estúdio privadas ou profissionais distribuídas sem o envolvimento do artista, incluindo demos, trabalhos em andamento ou material descartado. Estes podem ser feitos de gravações privadas não destinadas a serem amplamente compartilhadas ou de gravações master roubadas ou copiadas da casa de um artista, de um estúdio de gravação, dos escritórios de uma gravadora, ou podem ser copiadas de material promocional emitido para editores de música e estações de rádio, mas não para lançamento comercial. Um objetivo dos primeiros bootlegs do rock era compilar discos deletados, singles antigos e lados B, em um único LP, como uma alternativa mais barata para obter todas as gravações originais. Estritamente falando, eram gravações não licenciadas, mas, como o trabalho necessário para limpar todos os direitos autorais e a publicação de cada faixa para um lançamento oficial era considerado proibitivamente caro, os bootlegs se tornaram populares. Alguns bootlegs, no entanto, levaram a lançamentos oficiais. O bootleg Who's Zoo coletou os primeiros singles da banda The Who, posteriormente inspirou o álbum oficial Odds And Sods, que derrotou os contrabandistas lançando material inédito enquanto várias compilações de bandas de meados da década de 1960 inspiraram a série de álbuns Nuggets (compilações de álbuns).

## História

### Antes da década de 1960
De acordo com o entusiasta e autor Clinton Heylin, o conceito de bootleg pode ser rastreado até os dias de William Shakespeare, onde as transcrições não oficiais de suas peças seriam publicadas. Naquela época, a sociedade não estava particularmente interessada em quem era um determinado autor, porque "culto da autoria" se estabeleceu somente no século 19, resultando na primeira Convenção de Berna em 1886 para cobrir direitos autorais. Os EUA não assinaram os termos da convenção, resultando em muitas "reimpressões piratas" de partituras sendo publicadas por lá até o final do século.
As trilhas sonoras de filmes eram frequentemente pirateadas; mesmo se a trilha sonora lançada oficialmente tivesse sido regravada com uma orquestra "caseira", haveria demanda pela gravação de áudio original tirada diretamente do filme. Um exemplo foi um bootleg de Judy Garland interpretando Annie Get Your Gun (1950), antes de Betty Hutton substituí-la no início da produção, mas depois que a trilha sonora completa foi gravada. A Recording Industry Association of America se opôs aos lançamentos não autorizados e tentou várias vezes interromper a produção do bootleg. O Wagern-Nichols Home Recordist Guild gravou várias apresentações no Metropolitan Opera House e as vendeu abertamente sem pagar royalties aos escritores e artistas. A empresa foi processada pela American Broadcasting Company e pela Columbia Records (que na época detinha os direitos oficiais das gravações feitas na ópera), que conseguiram obter uma liminar judicial contra a produção do disco.

### 1960
O primeiro bootleg de rock a se tornar popular foi resultado do sumiço de Bob Dylan dos olhos do público após um acidente de moto em 1966. Com o lançamento do álbum "John Wesley Harding" no final de 1967 e o sucesso de artistas que reproduziram canções de Dylan que não foram lançadas oficialmente, surgiu uma forte demanda por novas gravações do artista. Um grupo de pioneiros neste tipo de "contrabando" conseguiu adquirir através de contatos na indústria radiofônica um rolo de fita com gravações inéditas destinadas a distribuição aos produtores da época. Este grupo conseguiu convencer uma prensa local a produzir discretamente entre 1000 e 2000 cópias, pagando à vista e usando nomes e endereços falsos. Como os contrabandistas não podiam imprimir uma capa comercialmente devido ao fato de atrair muita atenção das gravadoras, o LP foi lançado em uma capa branca lisa com um carimbo estampando o título "Great White Wonder". Posteriormente, Dylan se tornou um dos artistas mais populares a ser pirateado com vários lançamentos.
Em 1970 foi lançado o Live On Blueberry Hill do grupo de rock, Led Zeppelin, um dos primeiros bootlegs gravado ao vivo. Outros bootlegs famosos da época são The Greatest Group on Earth dos Rolling Stones e a versão bootleg do álbum Smile, dos Beach Boys.
Durante a década de 1970, a indústria do bootleg expandiu-se. As gravações ao vivo, ainda que fossem as mais comuns, possuíam qualidade ruim, já que eram feitas em meio ao barulho e gritos da multidão. Outros bootlegs eram feitos diretamente da cabine de som do artista, geralmente sem o consentimento da equipe que trabalhava nos concertos. As capas dos bootlegs também tinham qualidade ruim.
Com o tempo, não só as gravações como as capas foram sendo aperfeiçoadas. Surgiram grandes selos de bootlegs como a Swinging Pig e Yellow Dog, cujos álbuns além de terem qualidade boa apresentavam uma capa mais elaborada e trabalhada.

### Bootleg X Pirataria
Conceitualmente, "bootlegging" (produzir , distribuir , ou vender bootlegs) não deve ser confundido com a pirataria. Pirataria é o ato de fazer e negociar cópias ilegais de material oficialmente disponível. Os materiais contidos nos bootlegs não foram ainda lançados para o comércio, não estando, portanto, disponíveis para compra, embora em alguns casos possa ser observada a ocorrência de um registro no comércio simulando uma tiragem oficial (uma raridade).

Porém, devido à disponibilidade difundida dos CD-R, a maioria vasta deles somente está disponível através de linhas "não-oficiais" das comunidades negociadoras, em um esquema em que não há envolvimento financeiro, baseado na troca 2:1 (dois CD-R vazios para cada CD-R gravado). Apesar da discussão sobre a legalidade desses bootlegs, existe uma legislação de combate a ambos.

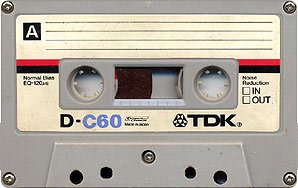
As fitas cassetes foram responsáveis pela difusão dos bootlegs nos anos 1980.

### Evolução do Bootleg
Era comum nos anos 1970, 1980 e 1990 colecionadores dispenderem de vultosas quantias para obterem alguma gravação de seu artista favorito. Alguns bootlegs possuíam edições muito limitadas, o que o tornava mais concorrido e valioso. Fãs faziam trocas entre si para obter o máximo de gravações possíveis. Trocava-se cópias em fita cassette e VHS, que por serem mídias analógicas, quanto mais se multiplicassem, maior seria o desgaste de qualidade e, portanto, sempre era - e ainda é - importante indicar a que "geração" pertencia a gravação, como por exemplo: "2ª geração = cópia da cópia da fita mestre". Com a introdução das primeiras mídias digitais, como o DAT e o MiniDisc, as gravações das mídias mestres seriam exatamente as mesmas em suas duplicatas, já que a perda de qualidade era quase zero. O meio de envio geralmente era pelas agências de postagens. Hoje, com a Internet, já é possível obter bootlegs sem despesas de envio e de mídias. O protocolo P2P (Peer To Peer) garantiu o fácil compartilhamento entre os usuários.

## Tipos de Bootlegs

### Gravações do som ambiente do auditório (AUD)
Como o nome sugere, são gravações feitas em concertos ao vivo por um membro do auditório, usando um dispositivo portátil de gravação com um microfone. Embora o som não seja geralmente comparável àquele de uma gravação da mesa de som ou do rádio, as gravações da audiência sempre fizeram muito sucesso. É pouco provável que se encontre uma gravação dos anos 1960 ou dos anos 1970 de qualidade, já que nestas épocas a tecnologia não era desenvolvida. Embora os bootlegs gravados pelo público tivessem qualidade geralmente ruim, a qualidade total melhorou muito nos anos 1980 através de um maior aperfeiçoamento das fitas cassette e do surgimento das fitas DAT, que evitavam perdas de qualidade. Além disso, nos anos 1990, surgiram os primeiros gravadores de MiniDisc, que tinham qualidade comparável à de um DAT, porém a um preço bem mais acessível. Atualmente utiliza-se gravadores totalmente digitais, que não necessitam mais de mídias virgens para gravações, evitam ao máximo a perda de qualidade e que podem ser conectados aos computadores via USB.

### Gravações de mesa de som (SBD)
Este termo é usado freqüentemente descrever toda a gravação que for feita usando equipamento profissional, mas este termo deve ser usado apenas quando a gravação é feita por um sistema de som profissional em uma apresentação ao vivo. Isto significa que a qualidade da gravação é geralmente boa, próxima de uma gravação profissional, lançada originalmente por grandes gravadoras. Porém, pode-se encontrar gravações tanto equalizadas, corretamente misturadas e trabalhadas em estúdio, quanto aquelas que não passaram por qualquer tipo de edição.

### Gravações de rádio (AM/FM)
Evidentemente, estes bootlegs são gravados durante transmissões de estações de rádio. A qualidade destas gravações depende muito da recepção da transmissão e de como a captura do áudio é feita. Podendo ser também originadas de uma mesa de som, as gravadores de rádio podem ser devidamente editadas, talvez até do mesmo modo que um disco oficial, apresentando equalizações e misturas bem definidas. A grande maioria destas gravações em circulação têm origem em transmissões de estações FM, logo apresentando um som em estéreo (de dois canais - direita e esquerda), enquanto que as de estações AM, mais antigas e mais difíceis de serem encontradas em alguns países, possuem som em mono (de apenas um canal).

### Gravações de pré-transmissão (Pre-AM/Pre-FM)
Primeiramente há dois tipos de gravações de pré-transmissão - mais comumente chamada de Pre-FM - sendo o primeiro praticamente igual a uma gravação AM ou FM, porém vinda de um CD ou LP produzido especificamente para transmitir tal concerto ou sessão de estúdio, sendo assim a partir daí já elimina-se as perdas de qualidade ocorridas nas transmissões. É muito comum encontrar pela internet gravações deste tipo vindas de produções da BBC Radio 1 e Westwood One. O segundo tipo vem daquelas fitas mestres que reproduzem as gravações exatamente como elas foram feitas, sem equalizações ou definições de misturas, quase que sem barulho da platéia, mas com a melhor qualidade possível. É possível também encontrar nessas fitas aquelas faixas que foram eliminadas nas mídias de pré-transmissão.